# Нарспи (поэма)

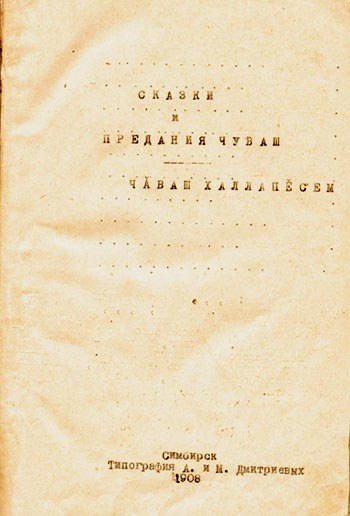
Титульный лист книги «Сказки и предания чуваш» (1908), в которой впервые было издано произведение «Нарспи»

«Нарспи́» (чув. Нарспи) — стихотворное произведение Константина Иванова, написано на чувашском языке. Названо именем главной героини, состоит из 2078 строк. В это число не включены так называемые «минус-стихи», то есть как бы отсутствующие строки, но обычно заменяемые на письме отточиями ради полного заполнения строф.
Создано в конце 1907 — начале 1908 года, впервые издано в книге «Чăваш халапĕсем» («Сказки и предания чуваш», Симбирск, 1908) как стихотворное предание, записанное в Белебеевском уезде Уфимской губернии (ныне Белебеевского района Республики Башкортостан) и изложенное К. Ивановым.
Произведение переведено на 16 языков мира.

## История создания поэмы
В предисловии книги «Нарспи» чувашский писатель Н. И. Шубоссинни в 1930 году писал:

В 1907 году до меня дошла информация, что мой друг Константин Иванов, после исключения из СЧУШ работает в Симбирске же — в переводной комиссии. Я сразу же выехал к нему. Наш наставник по переводческой деятельности И. Я. Яковлев — поклонник творчества М. Ю. Лермонтова попросил нас переводить произведения Михаила Юрьевича. Мы дружно начали создавать свои оригинальные произведения. Тогда же К. Иванов начал своё знаменитое произведение «Нарспи». Бытоописание чуваш того времени он начал с главы «Свадьба».
Сват почтенный встретил поезд
С пивом — медом, — добрый знак!
Тогда в Симбирске с нами жил сторож по прозвищу Чалдун. Он был большим знатоком всяких историй и преданий. В один тихий вечер он рассказал нам историю про несчастную чувашскую девушку Нарспи. Иван Яковлевич живо интересовался литературным стремлением 17-летнего поэта и поддерживал творческий дух молодого таланта— Современная Нарспиана: итоги и перспективы

## Издания поэмы
- Первое издание (в сборнике): Иванов К. В. Нарспи : поэма / К. В. Иванов // Сказки и предания чуваш=Чăваш халапĕсем. — Симбирск : Типография А. и М. Дмитриевых, 1908. — 114.
- Иванов К. В. Нарспи : поэма / К. В. Иванов. — Хусан (Казань), 1919. — 38 с.
- Первое иллюстрированное издание: Иванов К. Нарспи / К. Иванов; [художникĕ Мясников]. — Мускав: СССР-ти халăхсен тĕп издательстви, 1930. — 133 с[6].

## Структура произведения
Поэма состоит из 14 глав.

### Литературная форма «Нарспи»
Иваном Яковлевым произведение было определено как стихотворная повесть, в 1922 Николаем Шубоссинни впервые названо поэмой. В дальнейшем исследователи (М. Я. Сироткин, Е. В. Владимиров и др.) уточнили жанр произведения, обнаружив в «Нарспи» черты лиро-эпической поэмы.
Г. Я. Хлебников увидел в нём поэму, сохранившую переходное состояние литературы от эпоса к лирике, а затем к драме. С. А. Александров применил термин «поэма-предание». Ю. М. Артемьев склонен считать это произведение в большей степени трагедией, чем поэмой. А. П. Хузангай видит в нём лирическую поэму.

### Строфика
В ранних произведениях К. В. Иванова выделяются 3 уровня композиции: строфа, блок и глава. В «Нарспи» поэт использовал 20-строчные блоки, к открытию которых пришёл не сразу и не случайно, подобный блок встречается в поэме Я. Турхана «Варуççи» (1902). Очевидно, для эпического повествования наиболее удобны именно пятикатренные блоки. По первоначальному замыслу автора объём глав должен был иметь не более 140 строк. В процессе дальнейшей обработки он отошёл от строгого соблюдения объёма отдельных глав, добавлял к ним новые блоки. Третий этап работы над поэмой связан с установлением пропорций отдельных частей фабулы. Соблюдая архитектонику произведения и добиваясь совпадения кульминации с местом золотого сечения в тексте, поэт добавил в поэму начальные главы. Типы рифм также позволяют утверждать, что изначально первыми были главы «Сарă хĕр» (Красная девица) и «Юмăç патĕнче» (У знахаря). «Нарспи» написана семисложной силлабикой. Перебои ритма, ощущающиеся читателем в некоторых главах поэмы, внесены редактором книги.— В. Г. Родионов
 Стихотворные блоки по пять четверостиший С. П. Горский называл «ивановскими строфами».

### Содержание
Поэму насквозь пронизывает мысль о сильном человеке-творце, показаны его духовные ценности, автор пытается найти гармонию всемогущей природы и человека-труженика:
Нет сильнее человека

Во вселенной никого:

Он на суше и на водах

Стал хозяином всего
.
В образе Нарспи поэт показал свой и народный протест против бесправия человеческой личности и рабской морали. Деревенский люд, родные, не понимают душевное состояние Нарспи, принуждают её выйти замуж за старого Тахтамана, но смелая девушка восстает против богатых тахтаманов и мигедеров, т.е против старых обычаев.
Образ возлюбленного Нарспи — Сетнера, красивого духовно и физически, исполнен ярко и пылко. Любовь его к Нарспи безгранична.

### Образы
- Нарспи — главная героиня
- Сетнер — возлюбленный Нарспи
- Тахтаман — муж Нарспи
- Мигедер — отец Нарспи

### Сюжет[11]
Драматическая поэма. Желая наживы, Мигедер своими действиями привел все к полному краху. 
В селе Сильби (1 глава «В селе Сильби» — описание села) живёт зажиточный Мигедер, у которого есть дочь Нарспи (2 глава «Красная девица»). Нарспи влюблена в бедного Сетнера. Но отец сосватал её богатому старику.
В главе 3 «Вечер перед Симеком» Нарспи сообщает Сетнеру о свадьбе. В главе 4 «Свадьба» происходит подготовка и начало свадьбы.
Мать Сетнера (глава 5 «У Знахаря») приходит к предсказателю и спрашивает, не болен ли Сетнер. Но знахарь говорит о печальной судьбе Сетнера. Глава 6 «Побег». Нарспи сбежала с Сетнером. А ведь прошел первый день свадьбы. Теперь их ищут. Затем их ловят, и отец Нарспи бьет Сетнера; мать увозит  его со свадьбы. Пир продолжается. Жених не знает о том, что произошло.
Глава 7 «Две свадьбы». На 4 день в Хужалгу выехала свадьба. И прискакал жених. Проезжали мимо кладбища и там увидела Сетнера. Глава 8 «В Хужалге» закончилась свадьба и Сетнер уже подъехал к селу.
Глава 9 «После Симека». Разговаривает с сыном деверя Сентти. Старик бьет её.
Глава 10 «Преступление Нарспи». Нарспи задумывает отравить старика Тахтамана. Делает наговор при приготовлении еды. После употребления кушанья старик умирает. Нарспи убегает прочь. Сентти утром побежал как бы к тетке Нарспи, но обнаружили мертвое тело. Глава 11 «В Сильби» — обсуждают прошедший Симек.
Глава 12 «В лесу». Сетнер в лесу встречает Нарспи. Но дух старика ищет Нарспи.
Глава 13. В дом Сетнера входит отец Нарспи спрашивает про неё. Происходит разговор Нарспи с её родителями. Нарспи остается, а ее родители уходят.
Глава 14.Заключительная. Мигедер и … в результате …
Им прибежал на помощь Сетнер, Нарспи покончила с собой…
Так судьба её сложилась.
Так Нарспи средь мук и бед,
Жертвой став суровых нравов,
Умерла во цвете лет.
Приоткрыл ей пюлех щедрый
Мир без края, без конца.
Стала девушкой пригожей
В ласках матери, отца.
Милость пюлеха разумной,
Доброй сделала её;
А родительская воля
Стала петлей для неё.
В тесный гроб легла, оставив
Славу честную свою.
Песни грустные сложила,
Все их помнят и поют.
И поныне сильбияне
Суховейною порой
Поливают дёрн над нею
Родниковою водой.
В мюзикле «Нарспи» действие заканчивается на главе 12.

## Переводы поэмы
На русском языке произведение выходило в шести переводах мастеров слова: в переводе А. Петокки, В. Паймена, П. Хузангая, Б. Иринина, А. Жарова, А. Смолина.
- 1940: На эрзя-мордовский. Перевод выполнил Алексей Рогожин. Книга вышла в свет в 1958 году[12].
- 1941: На башкирский. Поэму издавали в Уфе: в Башгосиздате в 1941 году, в Башкирском книжном издательстве в 1960 году. Мустай Карим, народный поэт Башкортостана:

Я никогда не перестану удивляться и поражаться чудом, имя которому Константин Иванов. О нём я сужу не только по его широкой славе, а по свету, звучанию, аромату, по сути каждой его поэтической строки. Ибо как сопереводчик «Нарспи» — на башкирский язык я испытывал неописуемый праздник в себе от прикосновения к этому шедевру, от причастности к нему. В Иванове я вижу высшее проявление раскованного творящего духа нации. Он дал беспредельную свободу чувашскому слову и долговечную жизнь ему. Это был неповторимый взлёт
- 1941: На татарский. Поэму К. Иванова в Казани издало в 1941 году Татгосиздат. Татарские почитатели таланта Константина Иванова смогли на родном языке познакомиться с бессмертной поэмой чувашского народа. Татарская версия художественного шедевра вышла из-под пера заслуженного деятеля искусств РТ, заслуженного работника культуры Чувашской Республики Рената Хариса[13].
- 1953: На украинский. Перевод выполнил Ярослав Шпорта[14].
- 1958: На марийский. Перевод выполнил Анатолий Бик. Марийское книжное издательство выпустило её в 1958 году[15].
- 1961: На болгарский. Поэму на болгарский переводили: с чувашского — П. Хузангай; с русского — Николай Марангозов[болг.]. Книга напечатана в Софии в издательстве на ЦК на ДКМС «Народна младеж» в 1961 году. «Поэма обладает замечательными художественными достоинствами, которые обеспечивают её прочный успех и долгую жизнь», — писал критик Иван Сестримский после её выхода на болгарском языке. Ангел Тодоров, болгарский писатель:

…Выход из печати поэмы «Нарспи» был встречен с большой радостью болгарскими писателями, друзьями чувашской литературы
- 1962: На азербайджанский. Перевод выполнил Микаил Рзакулизаде[16].
- 1962: На удмуртский. В переводе с чувашского Алексея Афанасьева[чуваш.] и Михаила Можгина Нарспи и Сетнер заговорили на удмуртском. Удмуртское книжное издательство, Ижевск, 1962. — 92 с.
- 1977: На венгерский. Перевод выполнила Анна Беде[венг.][17].
- 1990: На якутский. Перевод выполнил Семён Руфов[якут.][18].
- 1990: На немецкий. Поэму «Нарспи» на немецкий язык[19] художественно переложил профессор Чувашского государственного университета им. И. Н. Ульянова, доктор педагогических наук В. А. Иванов в 1990 году, к 100-летию со дня рождения К. В. Иванова.
- 1991: На таджикский[20].
- 2007: На турецкий. Турецкая лингвистическая группа (Türk Dil Kurumu) выпустила в свет поэму К. Иванова «Нарспи» на турецком и чувашском языках. Переводил на турецкий — тюрколог Эмине Йылмаз, знаток чувашского языка, профессор университета Хаджетеппе (Анкара). В книге чувашский оригинальный текст исполнен в двух орфографиях (кириллица и латиница).
- 2013: На итальянский[21].
- 2018: На английский. Перевод выполнил Питер Франс, книга издана Чувашским книжным издательством[22].

## Влияние на другие произведения

### Театральные постановки поэмы
На сценах чувашских театров поэма К. В. Иванова «Нарспи» была поставлена семь раз: в 1922, 1940, 1944, 1948, 1959, 1979, 1989 годах. В течение десяти лет (с 1979 по 1989 год) она ставилась ежегодно.
Образ Нарспи до зрителей в разное время донесли Ольга Ырзем, Вера Кузьмина, Валентина Иванова, Нина Григорьева, Светлана Михайлова, Таисия Ерусланова, Рона Ананьева, Анфиса Долгова.

### Опера «Нарспи»
«Нарспи» является притягательной не только для драматургов, она интересовала многих композиторов, к сюжету поэмы в своём творчестве обращались ленинградские композиторы Иосиф Пустыльник (авторы либретто Иоаким Максимов-Кошкинский и Пётр Градов) и Владимир Иванишин в 1940 году (автор либретто Педер Хузангай), Григорий Хирбю.
Спектакль по опере «Нарспи», по музыке и либретто Григория Хирбю, был поставлен на чувашской сцене в 1967 году Борисом Марковым, основателем чувашского музыкального театра.
«Нарспи» — образец чувашской оперы, не имеющий аналогов. Собственно тот самый спектакль с небольшими изменениями на сцене театра идёт и сейчас в возобновлении Тамары Чумаковой, которая в 1967 году исполняла партию Нарспи.

### Мюзикл «Нарспи»
«Нарспи» — мюзикл поставлен на сцене Филармонии в Чебоксарах 20—21 марта 2008 года. Считается первым чувашским мюзиклом. Музыка Николая Казакова. Либретто Бориса Чиндыкова. Главные роли исполнили Наталья Ильц (Нарспи) и Александр Васильев (Сетнер).
В свободном доступе есть только аудиоверсия мюзикла на сайте телерадиокомпании. #chavass

### В кинематографе
«Нарспи» (режиссёр — Андрей Васильев, 2014 год) — музыкальный фильм, основанный на мюзикле «Нарспи» в постановке Андрея Сергеева по мотивам одноимённой поэмы.

### В образовании
В школах Чувашской Республики «Нарспи» входит в обязательную школьную программу по чувашскому языку и литературе

## Мнения писателей о поэме
Пётр Хузангай, народный поэт Чувашии:

Подлинная народность, высокая простота, огромная эмоциональная сила, композиционная стройность, колоритность пейзажа, осязаемость и пластичность образов, законченность их характеров, стремительное развитие сюжета, трагедийность по самой социальной сути, вместе с тем удивительная целомудренность, чувство меры, проникновение в глубину народной психики — вот что подкупает нас в «Нарспи». Поразительнее всего то, что поэма написана юношей семнадцати-восемнадцати лет.
«Нарспи» — поистине глубоко народное произведение, которое, с одной стороны, продолжает традиции чувашского народного творчества, а с другой — стоит на уровне лучших образцов тогдашней русской поэзии. Поэма обладает замечательными художественными достоинствами, которые обеспечивают её прочный успех и долгую жизнь.